# آن فرايدبيرغ
آن فرايدبيرغ (بالإنجليزية: Anne Friedberg)‏ هي أكاديمية أمريكية، ولدت في 29 أكتوبر 1952، وتوفيت في 9 أكتوبر 2009 في هوليوود هيلز في الولايات المتحدة بسبب سرطان القولون.

## وصلات خارجية
- آن فرايدبيرغ على موقع IMDb (الإنجليزية)
- آن فرايدبيرغ على موقع قاعدة بيانات الفيلم (الإنجليزية)